# Ajali Kindgui
Ajali Kindgui (en georgiano: ახალი კინდღი) o Kindig-Novi (en abjasio: Кындыӷ-Ҿыҵ, romanizado: Kyndyg-Novy) es una aldea que pertenece a la parcialmente reconocida República de Abjasia, dentro del distrito de Ochamchire, aunque de iure es parte del municipio de Ochamchire de la República Autónoma de Abjasia de Georgia.

## Geografía
Ajali Kindgui se encuentra a orillas del mar Negro, a 15 km de Ochamchire. Las aldea se administra desde el pueblo de Kindgui.  

### Clima
El clima de Ajali Kindgui es subtropical húmedo, con inviernos suaves sin nieve y veranos cálidos. La precipitación media anual está sobre 1000-1200 mm.  

## Historia
Ajali Kindgui solía ser un pueblo de mayoría georgiana pero después de la guerra de Abjasia, quedó como una ciudad fantasma por la limpieza étnica de georgianos.

## Economía
Ajali Kindgui era un centro turístico de importancia local.  